# Tour de Libye
Le Tour de Libye est une épreuve cycliste par étapes organisée en Libye. Sa première édition a eu lieu en 2007. Annulée en 2011, elle est depuis annulée chaque année, bien que réinscrite au calendrier de l'UCI Africa Tour.

## Palmarès
| Année | Vainqueur          | Deuxième      | Troisième         |
| ----- | ------------------ | ------------- | ----------------- |
| 2007  | Ahmed Mohammed Ali | Omar Hasanein | Hassen Ben Nasser |
| 2008  | Omar Hasanein      | Roman Broniš  | Pavol Polievka    |
| 2010  | Ahmed Belgasem     | Meron Russom  | Driss Hnini       |